# 小西溪
小西溪（拼音：Xiǎoxī Xī），日文稱小溪（Ko-tani），是位于中日台争议岛屿钓鱼岛及其附属岛屿（日文称尖阁诸岛）的钓鱼岛（日文称鱼钓岛）西北部的一条溪流，溪流长度较溪水南部的西溪（尾瀧溪）短。小西溪的中文名于2012年9月20日由国家海洋局、民政部正式命名。日文名由黑岩恆在1900年命名。台灣未命名。
小西溪屬於钓鱼岛四條主要溪流之一。